# Tschirnhausova kubična krivulja
Tschirnhausova kubična krivulja (tudi l'Hôpitalova kubična krivulja ali Catalanova trisektrisa) je ravninska krivulja.
Krivuljo so proučevali nemški matematik, fizik, zdravnik, filozof in zdravnik Ehrenfried Walther von Tschirnhaus (1651 – 1708), francoski plemič in matematik Guillaume de l'Hôpital (1661 – 1704) ter belgijski matematik Eugène Charles Catalan (1814 – 1894)

## Krivulja v polarnem koordinatnem sistemu
V polarnem koordinatnem sistemu je njena enačba:
{\displaystyle r=a\sec ^{3}(\theta /3)\!\,.}

## Krivulja v kartezičnem koordinatnem sistemu
V kartezičnem koordinatnem sistemu je enačba krivulje enaka:
{\displaystyle 27ay^{2}={(a-x)(x+8a)}^{2}\!\,.}

## Parametrična oblika enačbe
Parametrična oblika enačbe je:
{\displaystyle x=a(1-3r^{2})\!\,}
{\displaystyle y=at(3-r^{2})\!\,,}
ali tudi:
{\displaystyle x=3a(r^{2}-3)\!\,}
{\displaystyle y=at(r^{2}-3)\!\,,}
ali:
{\displaystyle x^{3}=9a\left(x^{2}-3y^{2}\right)\!\,.}
To nam pa da še drugo polarno obliko:
{\displaystyle r=9a\left(\sec \theta -3\sec \theta \tan ^{2}\theta \right)\!\,.}

## Ploščina zanke[1]
Krivulja vsebuje zanko. Njena ploščina je:
{\displaystyle {\frac {72}{5}}a^{2}{\sqrt {3}}\!\,.}